# Meurtre sur la Riviera
Pour plus de détails, voir Fiche technique et Distribution.
Meurtre sur la Riviera (titre original : Beautiful Stranger) est un film britannique réalisé par David Miller sorti en 1954.

## Fiche technique
- Titre : Meurtre sur la Riviera
- Titre original : Beautiful Stranger
- Réalisation : David Miller
- Production : Maxwell Setton et John R. Sloan
- Société de production : British Lion Film Corporation et Marksman Productions Ltd.
- Société de distribution : British Lion Film Corporation et United Artists
- Scénario : Carl Nystrom et Robert Westerby d'après une histoire de David Miller et Alford Van Ronkel
- Musique : Malcolm Arnold
- Photographie : Edward Scaife
- Montage : Alan Osbiston
- Direction artistique : Geoffrey Drake
- Décorateur de plateau : Donald M. Ashton
- Costumes : Betty Adamson et Victor Striebel
- Pays d'origine :  Royaume-Uni
- Langue : Anglais
- Format : Noir et blanc - 35 mm - 1,37:1 - Son : Mono (Western Electric Recording)
- Genre : Film dramatique, Film policier, Film noir
- Durée : 89 minutes
- Dates de sortie : 
  - Royaume-Uni : 13 juillet 1954 Londres
  - États-Unis : 5 novembre 1954

## Distribution
- Ginger Rogers : "Johnny" Victor
- Herbert Lom : Emile Landosh
- Stanley Baker : Louis Galt
- Jacques Bergerac : Pierre Clement
- Margaret Rawlings : Marie Galt
- Eddie Byrne : Luigi
- Coral Browne : Helen
- Lisa Gastoni : Yvette
- Lily Kann : Nicole
- Ferdy Mayne : Chef de la police
- Keith Pyott : Georges
- Carl Duering (non crédité) : deuxième marin
- Roger Delgado : officier de police